# 日本福祉医療輸送機構
一般社団法人日本福祉医療輸送機構は東京都台東区竜泉に所在する、福祉・介護タクシーの団体。略称はJWMTO（ジェウント）

## 概要
全国の福祉・介護タクシーの事業者団体が結集して、年々需要を増す、ご利用者様の「安全」・「安心」・「快適」の確保と、「利便性」「スキル」の向上を目指した、国内で活躍する事業社団体が上部組織として位置づける、国内初の福祉医療輸送機構である。
理事長は関澤俊夫。

## 沿革
- 2015年11月　設立

## 参加団体
- 東日本介護タクシー協同組合
- 西日本介護タクシー協同組合
- 一般社団法人福祉移送ネットワークアイラス
- 一般社団法人福祉・介護移送ネットワークACT
- 一般社団法人 Tamaケアタクシー・ネットワーク
- 一般社団法人東京福祉限定輸送協会
- 一般社団法人彩の国福祉介護移送協会
- 一般社団法人福祉事業振興会
- 千葉介護タクシー事業協同組合
- チーム北大阪ケアタクシーグループ
- Care Taxi Station Tama
- オレンジ介護タクシーグループ
- 一般社団法人南北海道福祉ハイヤー協会
- 栃木県福祉介護移送事業協同組合

## 協力企業、スポンサー
- ハスメック株式会社（千葉県船橋市）
- 株式会社ライフリンクス（東京都荒川区）
- ノバリ株式会社（東京都中央区）
- 株式会社リタ・コーポレーション（東京都墨田区）
- 特定非営利活動法人東京バリアフリーツアーセンター（東京都江東区）
- 株式会社ポジティブイット（東京都新宿区）
- 株式会社スカイロードジャパン（東京都豊島区）
- 西菱電機株式会社（兵庫県伊丹市）
- ソフトバンク株式会社（東京都港区）